# 1903 في ألمانيا
فيما يلي قوائم الأحداث التي وقعت خلال عام 1903 في ألمانيا.

## ظهور
- 1 يناير – بيتر كامينتسيند رواية من تأليف هرمان هيسه.

## مواليد

### يناير
- 1 يناير – كارل هاينز بيترز ممثل ألماني.
- 4 يناير – يوهان جورج ألسر

### مارس
- 24 مارس – أدولف بوتنانت
- 31 مارس – إرنست أرنولد سياسي ألماني.

### أبريل
- 3 أبريل – بيتر هوخل شاعر ألماني.
- 26 أبريل – ألكسندر مولر سياسي ألماني.

### مايو
- 15 مايو – ماريا رايشه

### يونيو
- 8 يونيو – يوهان لودفيغ لاعب كرة قدم ألماني.

### يوليو
- 19 يوليو – ويلي ميلثيب
- 26 يوليو – كورت ماهلر رياضياتي ألماني.

### سبتمبر
- 8 سبتمبر – مارثا فوجت
- 11 سبتمبر – تيودور أدورنو

### نوفمبر
- 29 نوفمبر – هيرولد جورج فيلهلم يوهانس عالم نبات ألماني.

### ديسمبر
- 27 ديسمبر – إديث بولبرينغ

## وفيات

### يناير
- 1 يناير – شتينجاس (مواليد 1825)
- 12 يناير – هرمان وندلاند (مواليد 1825)

### أغسطس
- 13 أغسطس – هيرمان شيفلر (مواليد 1820)
- 18 أغسطس – فريدريتش ديتريصي (مواليد 1821) مؤرخ ألماني.

### سبتمبر
- 19 سبتمبر – إرنست أوبيرت (مواليد 1832)

### نوفمبر
- 1 نوفمبر – تيودور مومسن (مواليد 1817)